# Das Pubertier – Der Film
Das Pubertier – Der Film ist eine deutsche Filmkomödie von Leander Haußmann aus dem Jahr 2017. Das Drehbuch basiert auf dem Roman Das Pubertier (2014) von Jan Weiler.

## Handlung
Der Schriftsteller Hannes Wenger erlebt mit, wie seine Tochter Carla, gerade noch ein niedliches kleines Mädchen, mit 14 Jahren in die Pubertät kommt. Er versucht krampfhaft, sie verantwortungsvoll zu erziehen und in dieser schwierigen Lebensphase zu unterstützen, wobei er zwar viel guten Willen mitbringt, aber immer wieder in Konflikt mit ihr gerät, da sie meist andere Ansichten hat als er. So schwankt er ständig zwischen dem Bemühen um die Wahrung seiner Autorität und dem Idealbild des liebenden, verständnisvollen Vaters. Überdies wird seine Frau Sara zur gleichen Zeit wieder berufstätig. Wenger begeht einen Fehler nach dem anderen, was für alle Beteiligten zu peinlichen Situationen führt.

## Hintergrund
Der Film basiert auf dem gleichnamigen Buch von Jan Weiler aus dem Jahr 2014. Leander Haußmann schrieb zusammen mit Jan Weiler die Drehbuchadaption und führte Regie. Die Dreharbeiten begannen im September 2016 in München.
Der Film, der am 6. Juli 2017 in die deutschen Kinos kam, wurde dort von ca. 900.000 Besuchern gesehen.
Fast zeitgleich zum Film entstand im Auftrag des ZDF eine auf derselben Vorlage basierende gleichnamige Fernsehserie.